# Oceanarium w Lizbonie

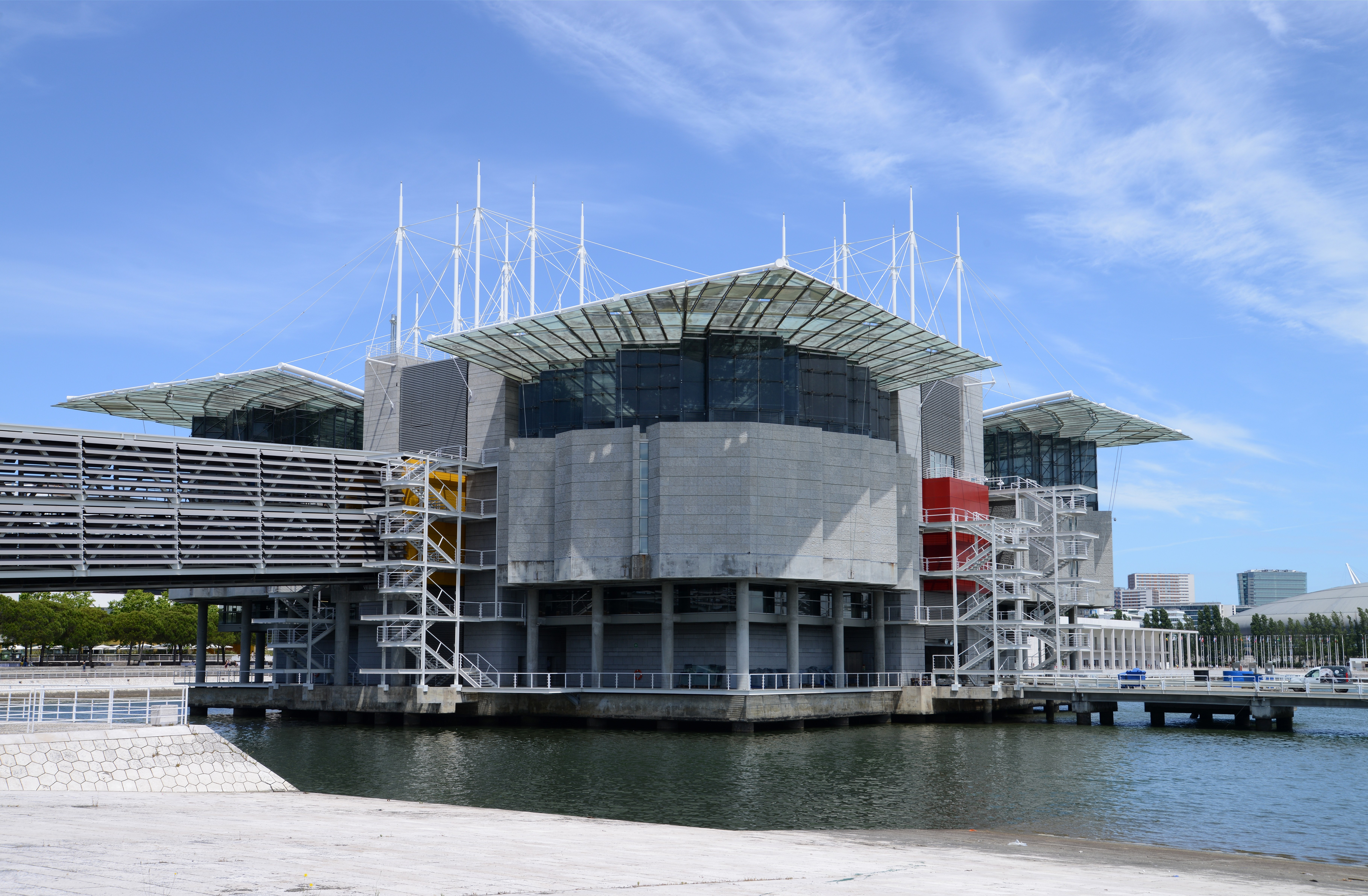
Oceanarium w Lizbonie, Portugalia.

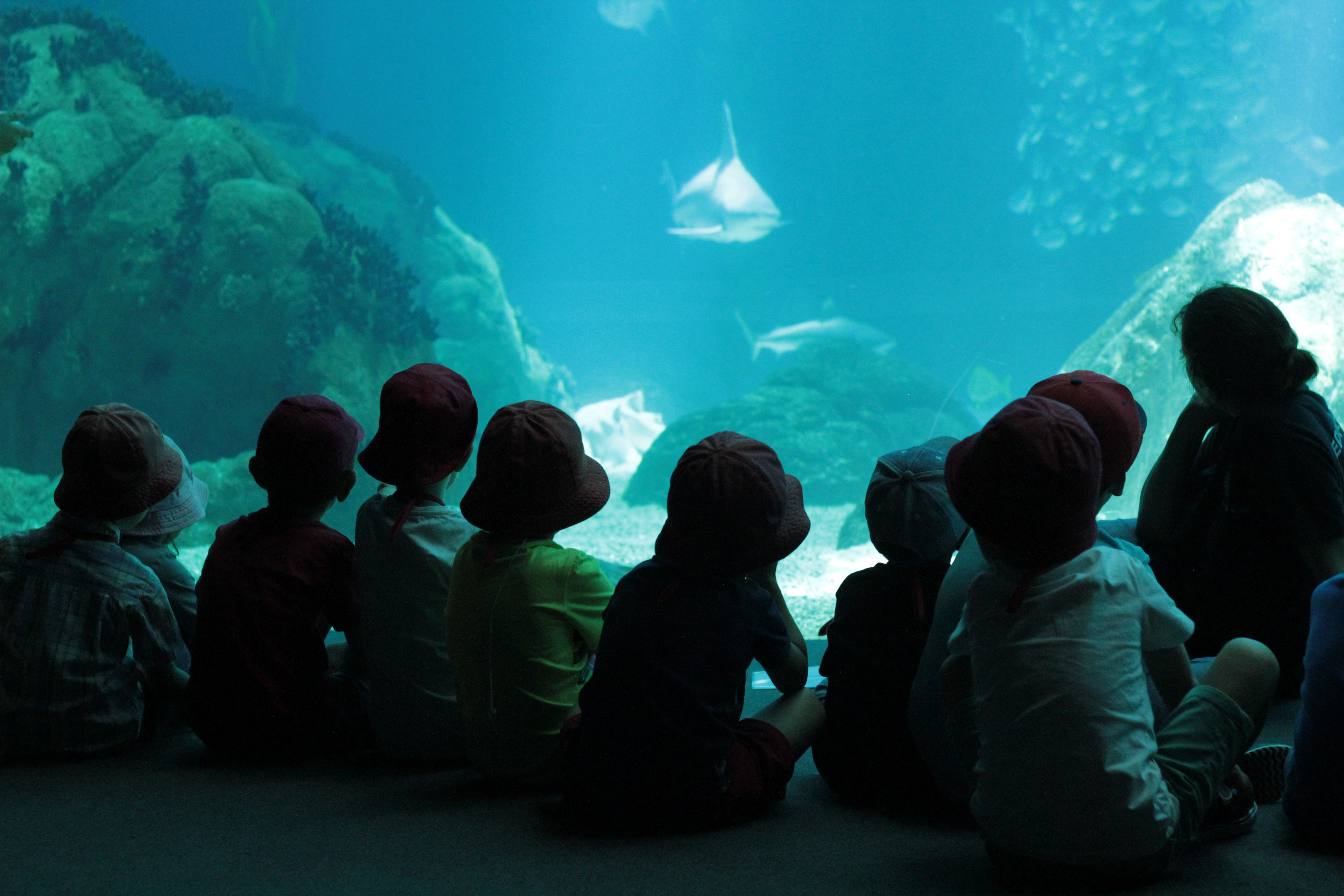

Oceanarium w Lizbonie (port. Oceanário de Lisboa) – największe oceanarium w Europie, w którym żyje przeszło 25 tysięcy morskich stworzeń z całego świata. Oceanarium zostało otwarte z okazji odbywających się w Lizbonie w 1998 roku międzynarodowych targów Expo ’98. Projektantem budynku jest Amerykanin Peter Chermayeff.
Wystawa zwierząt morskich podzielona jest na cztery mniejsze akwaria, w których znajduje się fauna i flora Oceanu Atlantyckiego, Spokojnego, Indyjskiego oraz Antarktydy oraz główny zbiornik, w którym znajdują się różne gatunki zwierząt żyjących w oceanach, są to m.in. rekiny, tuńczyki oraz wargaczowate.